# Іван Підкова (поема)
«Іва́н Підко́ва» — поема Тараса Шевченка, у якій він зобразив героїчну добу української історії — панування козацької України — і створив узагальнений образ національного ватажка.

## Історія написання й опублікування
«Іван Підкова» («Виправа на Цариград») — поема Тараса Шевченка, написана орієнтовно 1839 року в Петербурзі. Уперше надруковано в «Кобзарі» 1840 р. з присвятою В. Штернбергу. У «Кобзарі» 1860 р. присвяту знято. У рукопису «Поезія Т. Шевченка. Том первий» (1859) поема мала заголовок — «Виправа на Цариград», потім заголовок закреслено.

## Історична основа поеми
«Іван Підкова» — друга після «Тарасової ночі» поема Шевченка, присвячена історичному минулому України. У творі наявна певна ідеалізація минулого України, зумовлена як ставленням Шевченка до кріпосницької дійсності, так і впливом тогочасної української історіографії, що виникла на хвилі національного відродження і здебільшого романтизувалася. У поемі Іван Підкова — ватажок морського походу козаків. Це не відповідає історичним фактам. Історичний Іван Підкова (Іван Серпяга, Іван Вода), з походження молдаванин, до 1577 — запорозький козак, 1577—1578 — молдовський господар. Він не брав участі в морських походах, але справді воював із Османською Портою. На догоду турецькому султанові польський сейм і король Стефан Баторій засудили Івана Підкову до смертної кари, і його стратили у Львові. Аналізуючи певні неточності у зображенні Шевченком історичних фактів, український історик В. Антонович у своїй промові, виголошеній 1 березня 1881 року на урочистому засіданні Історичного товариства Нестора Літописця при Київському університеті св. Володимира, присвяченому двадцятим роковинам смерті Т. Шевченка, наголосив, що поет зумів уловити й відтворити глибше й точніше за професійних істориків сенс і дух історичних подій. Оцінка В. Антоновича, по суті, визначила критерії для сприймання Шевченкових творів історичного змісту й послужила поштовхом до подальших дискусій щодо історичності головного героя і зображених у поемі подій.